# Amnesicoma neoubdulosa
Amnesicoma neoubdulosa là một loài bướm đêm trong họ Geometridae.